# قهرمان (مجموعه تلویزیونی ۲۰۰۹)
قهرمان (کره‌ای: 히어로; لاتین‌نویسی اصلاح‌شده: Hieoro) یک مجموعهٔ تلویزیونی کره جنوبی سال ۲۰۰۹ دربارهٔ خبرنگاران پراشتیاقی است که برای یک روزنامهٔ درجه سه کار می‌کنند و با فساد و نابرابری در جامعه مبارزه می‌کنند. لی جون گی، یون سو یی، اوم کی-جون و بک یون شیک در آن به ایفای نقش پرداختند. این مجموعه از ۱۸ نوامبر ۲۰۰۹ تا ۱۴ ژانویه ۲۰۱۰، روزهای دوشنبه و سه‌شنبه ساعت ۲۱:۵۵ (کی‌اس‌تی) از ام‌بی‌سی برای ۱۶ قسمت پخش شد.

## بازیگران

### اصلی
- لی جون گی در نقش جین دو هیوک[۵][۶]
  - سو یونگ-جو در نقش جوانی جین دو هیوک
- یون سو یی در نقش جو جه این
  - کیم جی وون در نقش جوانی جو جه این
- اوم کی-جون در نقش کانگ هه سونگ
- بک یون شیک در نقش در نقش یونگ دوک

## جوایز
- جوایز درامای ام‌بی‌سی ۲۰۰۹: جایزه محبوبیت - لی جون گی